# Château du Haneck
Le château du Haneck est un château fort en ruine situé sur la commune de Soultzbach-les-Bains, dans le Haut-Rhin.

## Situation
Le château est situé dans le Herrenwald, sur le territoire de la commune de Soultzbach-les-Bains, dans le Haut-Rhin. Construit à 765 m d’altitude, il a la particularité d'être sur la même crête que le château du Schrankenfels, qui se trouve à son extrémité sud-est, à environ 150 m du Haneck, qui se trouve lui à la pointe nord-ouest,.

## État des sources
Le château est représenté sur trois aquarelles réalisées en 1610 dans le cadre d’un conflit relatifs aux droits forestiers entre l’abbaye de Munster et les Schauenbourg. 

## Histoire
Le Haneck a probablement été construit dans la première moitié du XIIIe siècle, bien que sa première mention certaine dans les sources date de 1307, lorsque Conrad Werner de Hattstatt le confie en fief aux seigneurs de Gundolsheim avec la montagne sur laquelle il est construite. Ces derniers conservent le fief jusqu’en 1422, mais la propriété a dû changer de main vers le milieu du XVe siècle, car à partir de 1463 elle est détenue par l’abbaye de Munster, qui l’accorde en fief aux Hattstatt. 
Il n’est toutefois pas certain que le château soit encore habité au XVIe siècle, et il est sûr qu’il est en ruine en 1598. Il est passé entretemps aux Schauenbourg qui ont pris la succession des Hattstatt en 1543 et entrent peu de temps après en conflit avec l’abbé de Munster au sujet des droits liés à la forêt entourant le château.

## Architecture
Le château est composé d’un noyau quadrangulaire installé sur une éminence partiellement artificielle. Celle-ci a en effet été créée par le creusement d’un important fossé du côté sud, qui a eu pour effet de totalement séparer l’extrémité de la crête du reste du sommet. Un autre fossé de plus petites dimensions se trouve du côté nord, tandis que les côtés est et ouest sont naturellement protégés par la pente raide de la montagne. Ces côtés ont toutefois également été aménagés par la création de terrasses entre le pied de l’éminence et le sommet de la pente. La taille de ces terrasses est suffisante pour permettre l’installation d’une basse-cour, bien qu’en l’absence de fouilles celles-ci restent de l’ordre de l’hypothèse.

Installé au sommet de l’éminence rocheuse, le noyau, en grande partie ruiné, est un quadrilatère pratiquement rectangulaire de 22,5 m de long pour 17 m de large. L’angle sud-est, côté de l’attaque, est occupé par un petit donjon inscrit de 6,20 m par 5,80 m, qui n’est conservé que sur quelques mètres de haut. Le côté occidental semble avoir été occupé sur toute sa longueur par un bâtiment dont ne subsiste que le niveau de cave. Celui-ci semble avoir été divisé en deux pièces de dimensions similaires, chacune éclairée par deux ouvertures dans le mur ouest. La porte n’est pas précisément localisée, mais se trouvait probablement dans le mur oriental, au pied du donjon qui la protégeait. L’hypothèse de l’existence de la porte à cet endroit est renforcée par la présence d’une terrasse intermédiaire et l’élargissement de la fausse braie à cet endroit. Il ne subsiste de cette fausse braie que des traces très ténues, mais elle semble avoir existé au moins au pied des murs est et ouest.

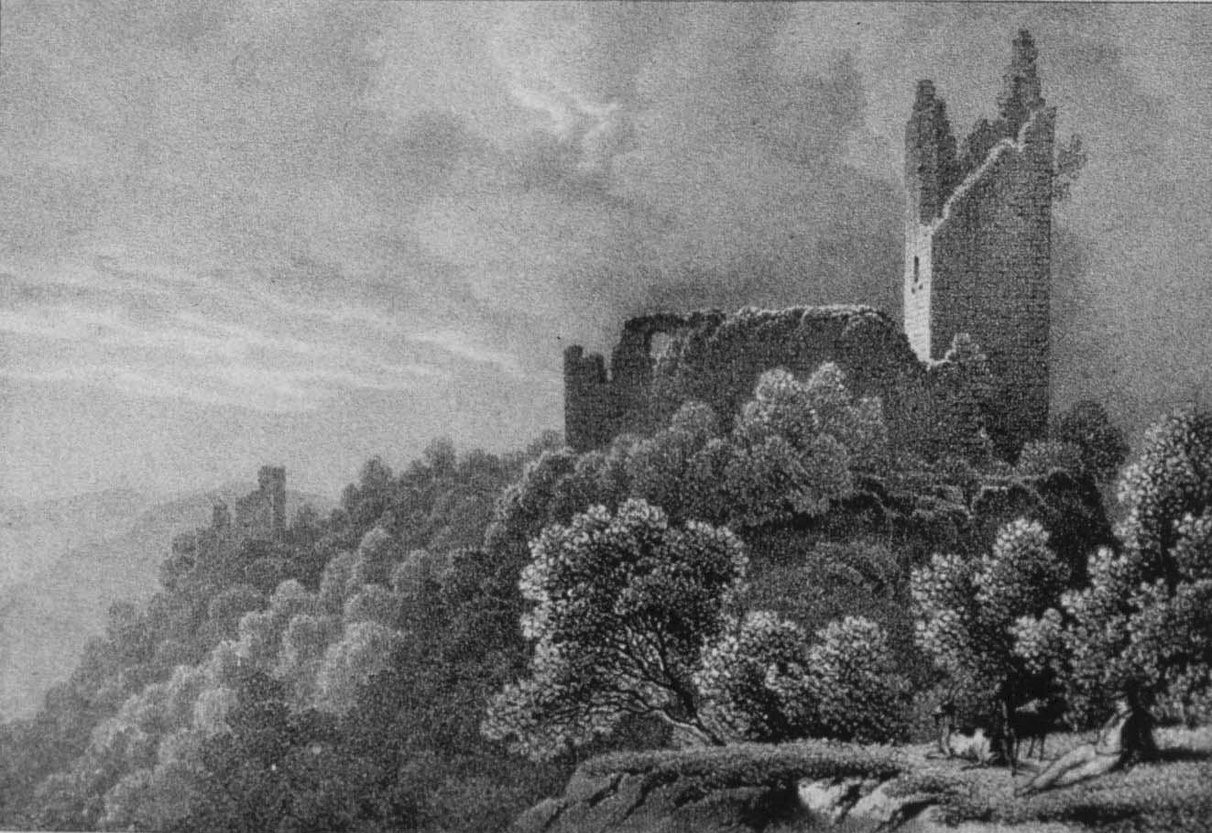
Vue d'artiste des châteaux du Schrankenfels et du Haneck en 1839.
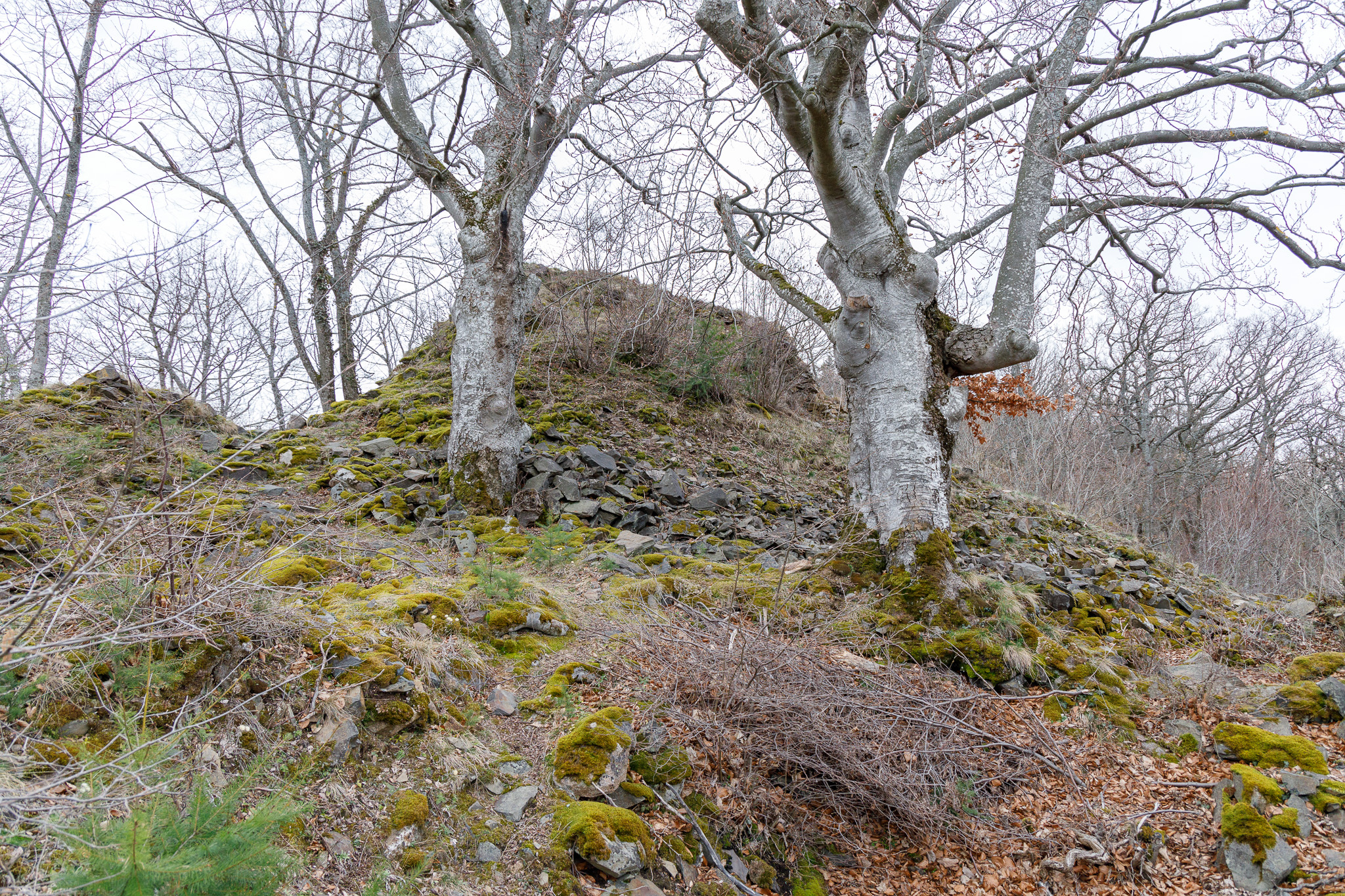
château du Haneck, donjon
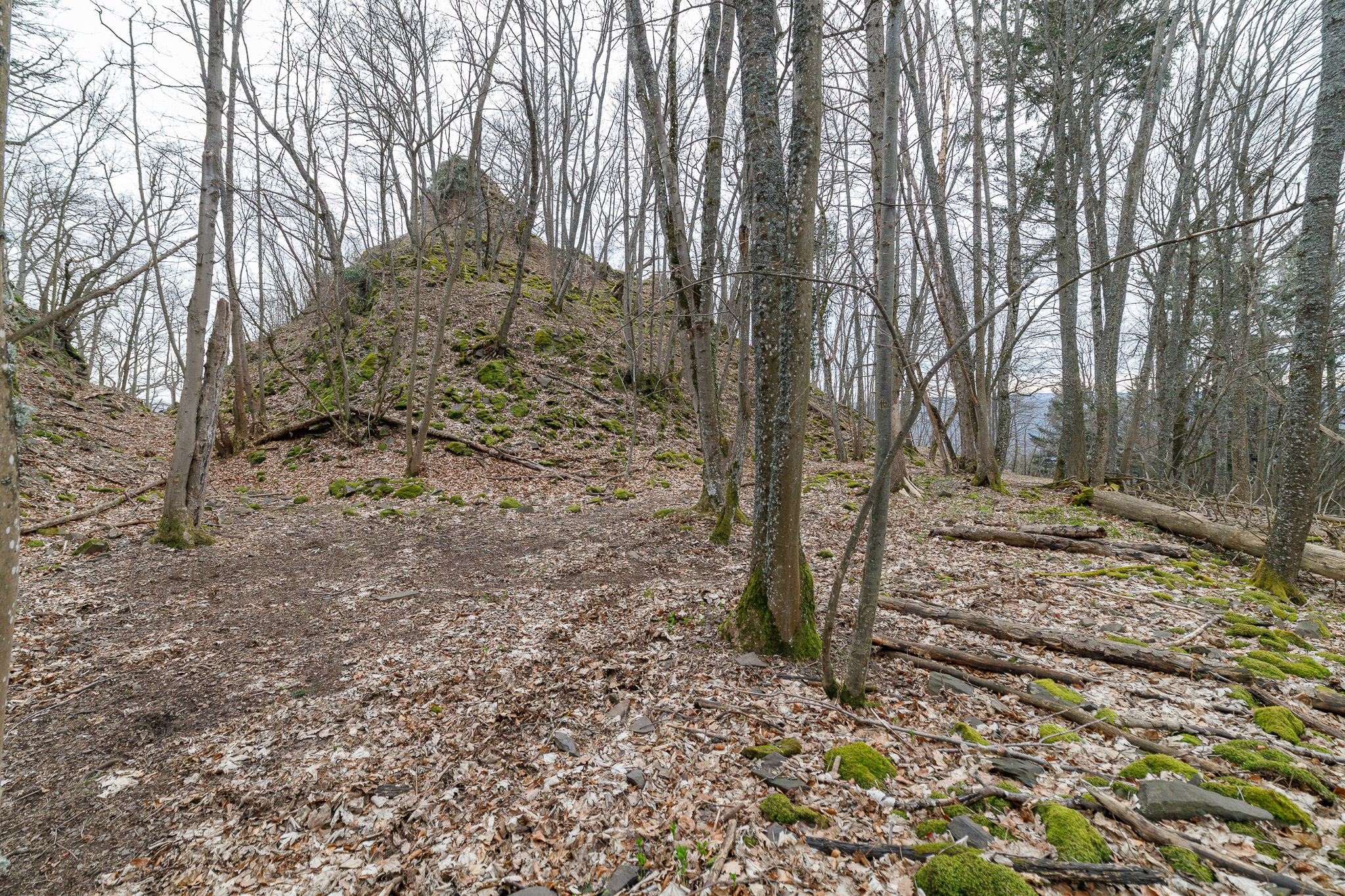
château du Haneck
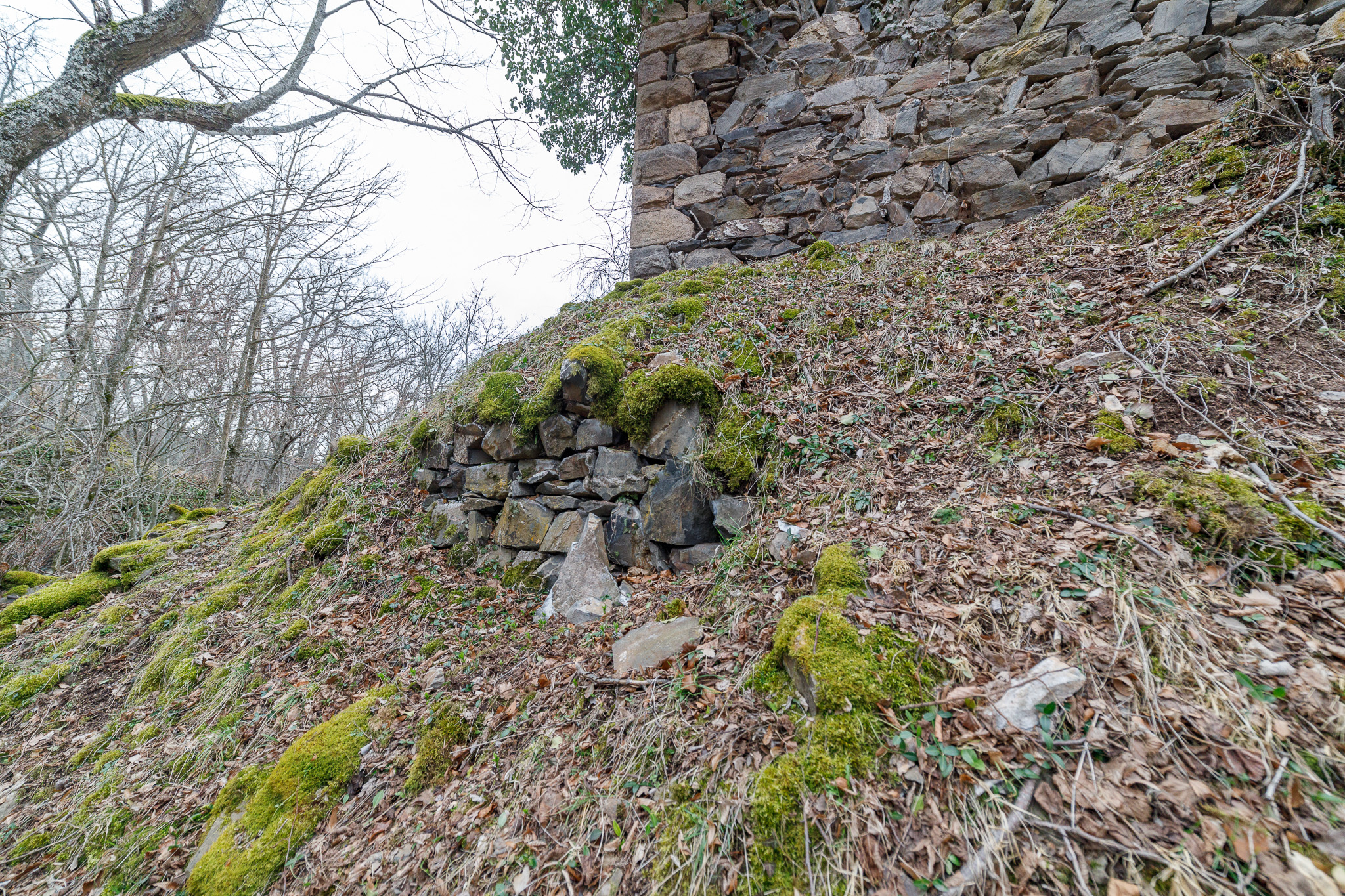
château du Haneck
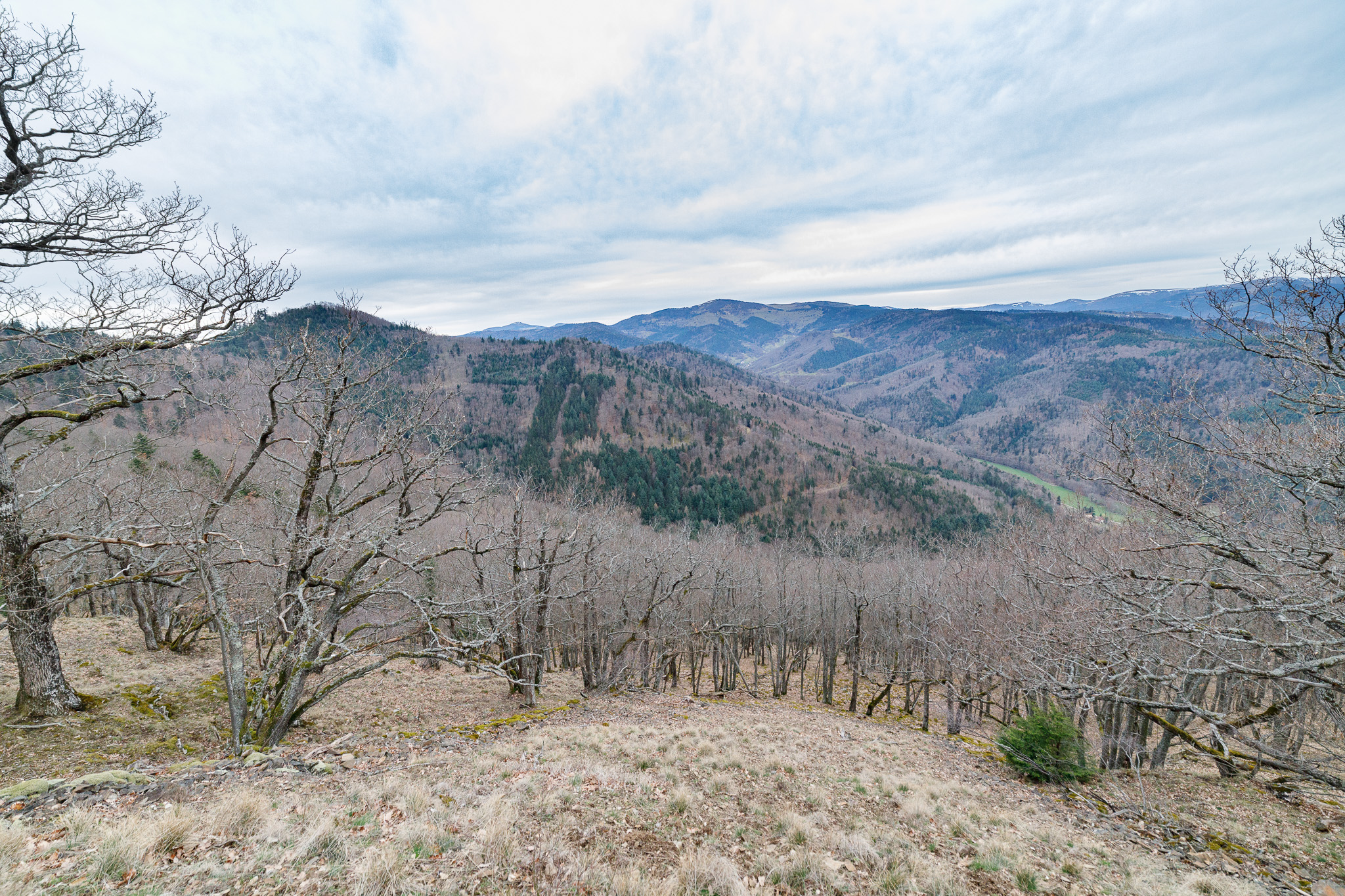
château du Haneck
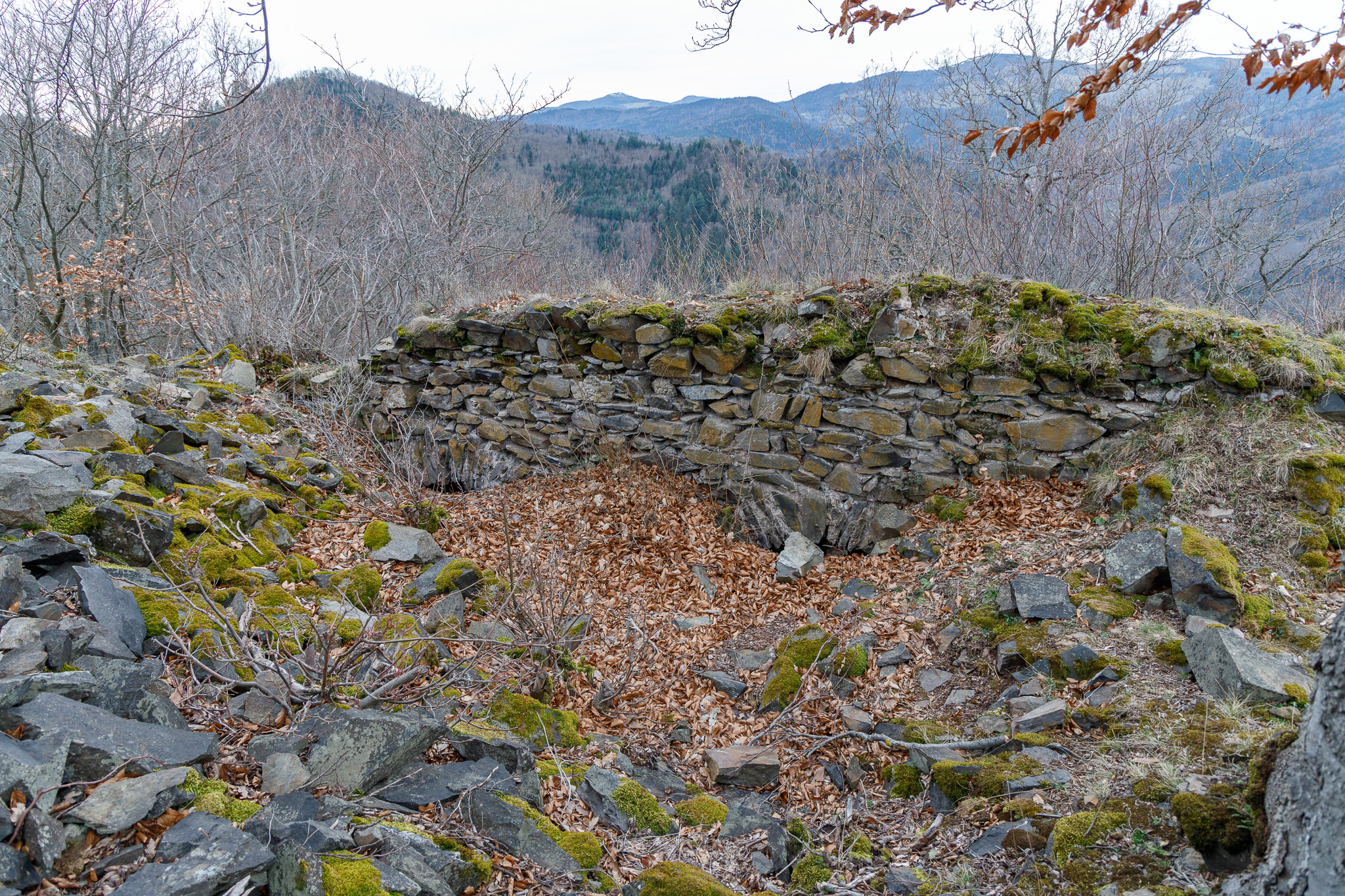
château du Haneck, logis
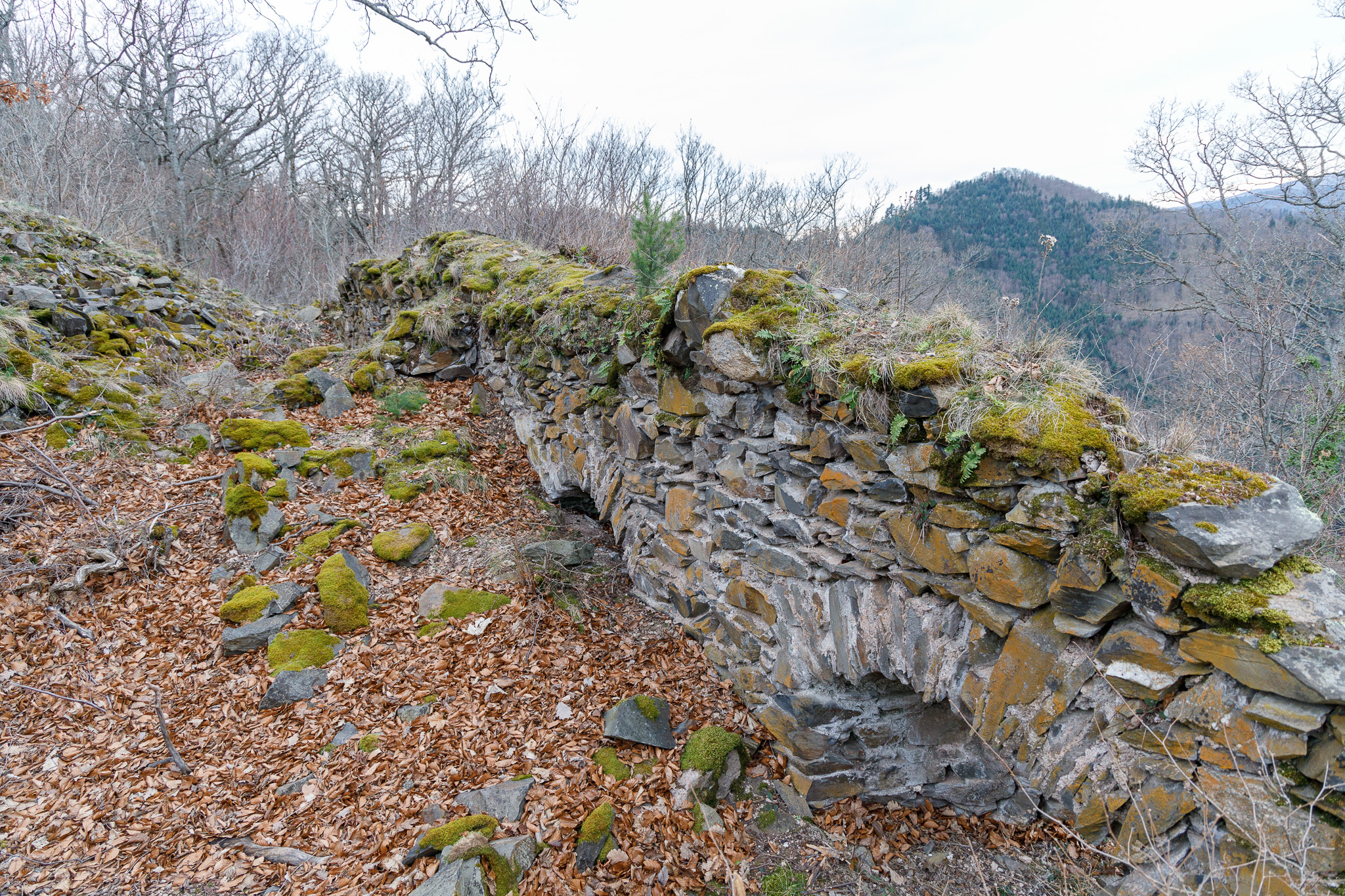
château du Haneck, logis
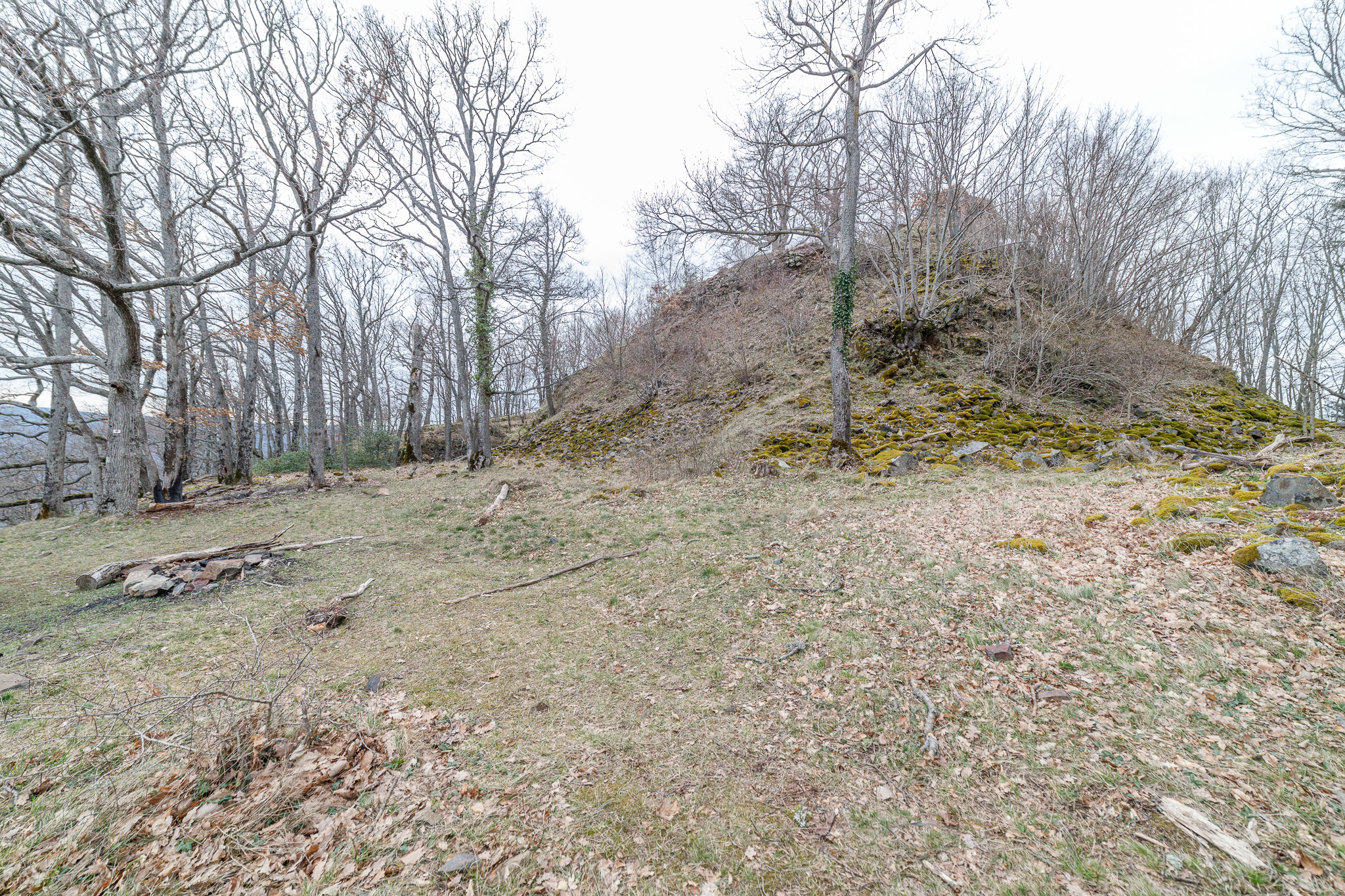
château du Haneck
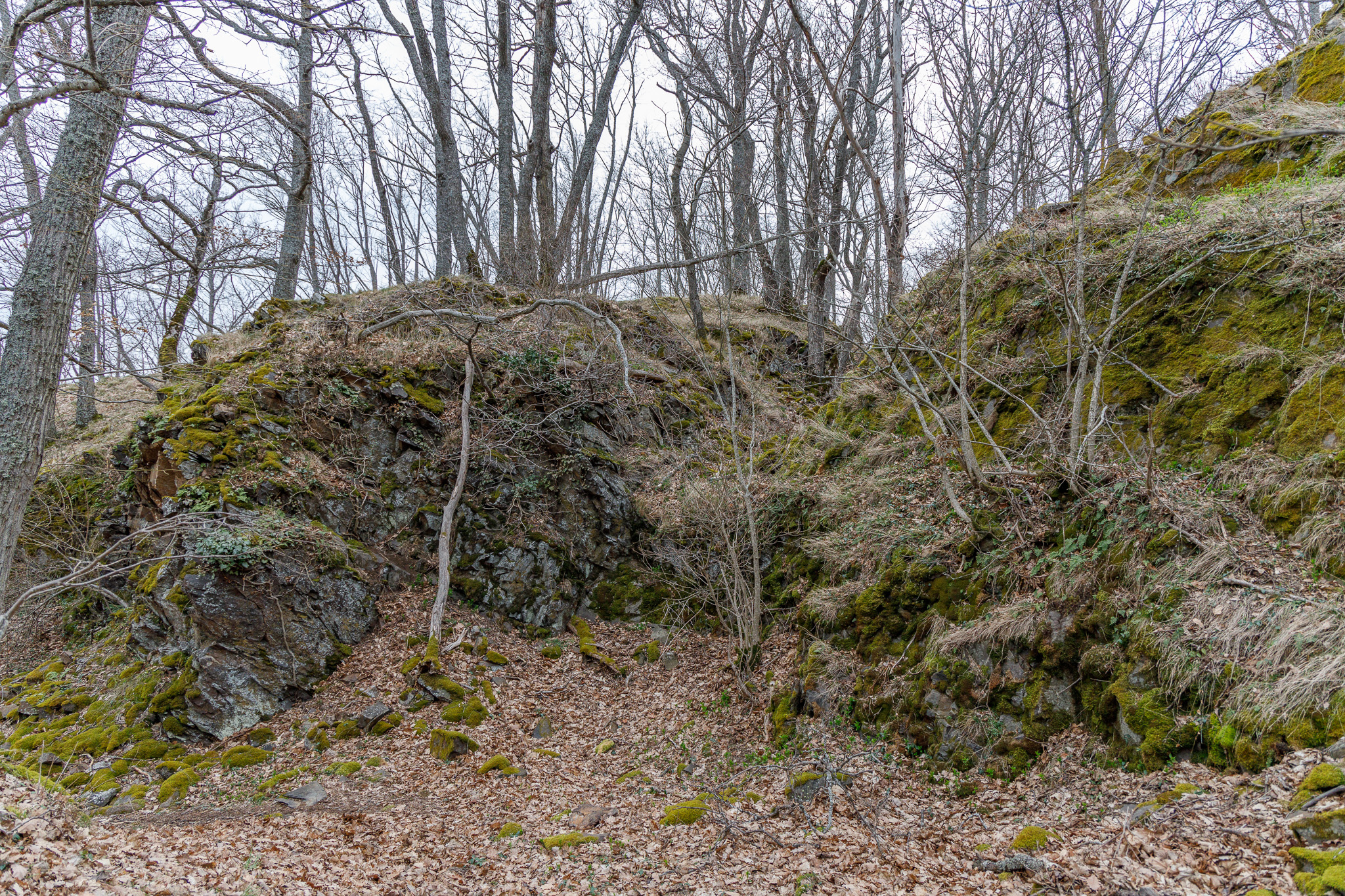
château du Haneck
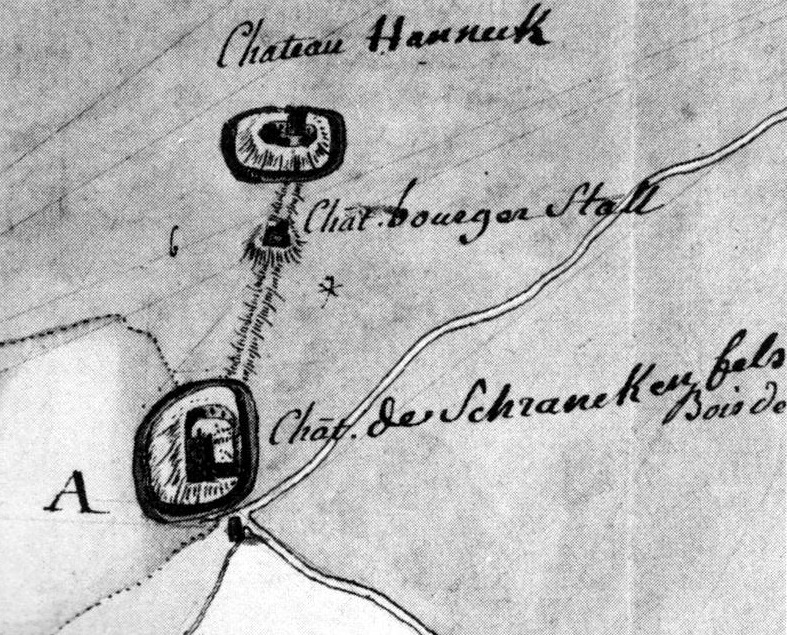
Haneck, Burgthalschloss und Schrankenfels
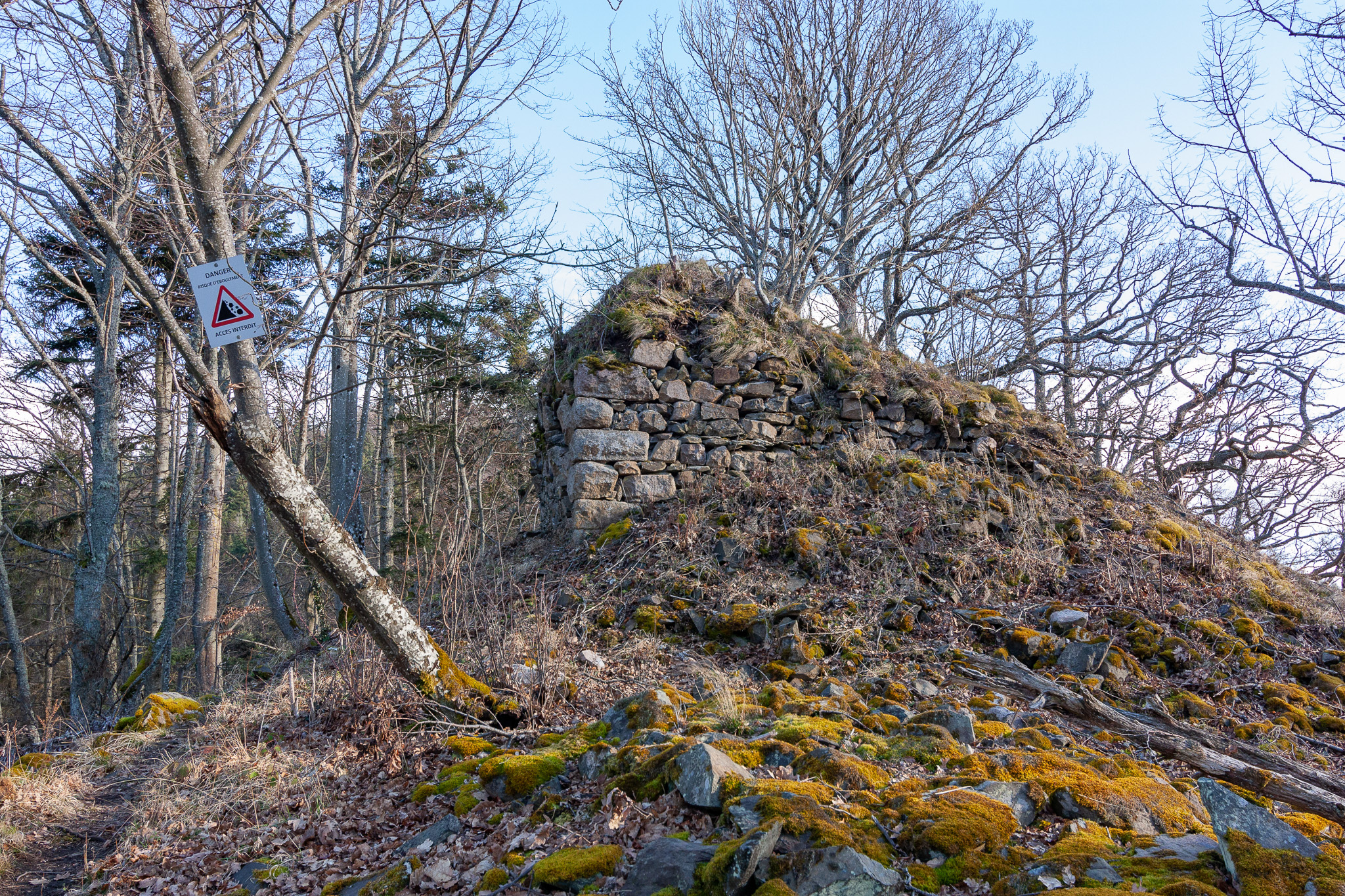
Burgthalschloss, tour
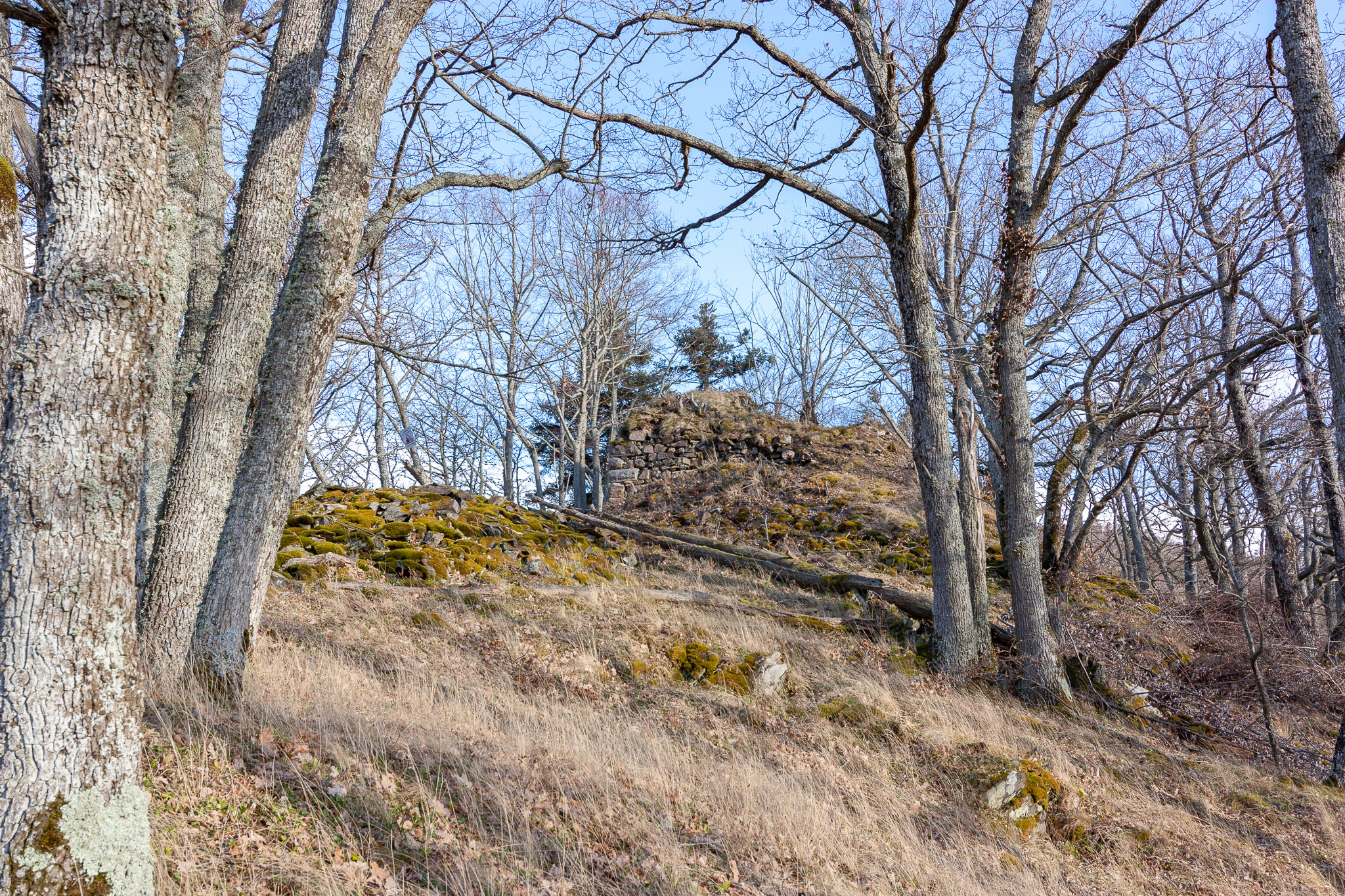
Burgthalschloss

## Bonbeck
De l’autre côté du fossé sud, à moins de cinquante mètres du Haneck, se trouvent les restes de la base d’une construction carrée, qui était probablement surmontée d’étages en bois. Celle-ci est assimilée à la fortification appelée Bonbeck ou Burgthalschloss qui est mentionnée dans certains documents, mais son histoire est totalement inconnue et son rôle n’est pas clairement établi. Thomas Biller et Bernhard Metz émettent l’hypothèse qu’il s’agirait d’un ouvrage avancé du Schrankenfels permettant de neutraliser le Haneck, mais il a également été proposé qu’il pourrait s’agir d’un ouvrage du Haneck ou d’un troisième château indépendant, bien que ces théories soient moins solides.